# البطولة الوطنية للرأس الأخضر 2011
البطولة الوطنية للرأس الأخضر 2011 (بالبرتغالية: Campeonato Cabo-Verdiano de Futebol de 2011‏) هو الموسم 32 من البطولة الوطنية للرأس الأخضر. كان عدد الأندية المشاركة فيه 11، وفاز فيه CS Mindelense ‏.